# Polis Akademisi ve Koleji Spor Kulübü Erkek Buz Hokeyi Takımı
Il Polis Akademisi ve Koleji Spor Kulübü Erkek Buz Hokeyi Takımı, o più semplicemente Polis Akademisi ve Koleji è una società sportiva di hockey su ghiaccio turca, che ha sede ad Ankara.
Sia la squadra maschile che quella femminile disputano il massimo campionato.

## Squadra maschile
La squadra si è aggiudicata il titolo nazionale per sei volte: 2001, 2004, 2005, 2006, 2008 e 2009.
È seconda, per numero di vittorie, solo al Büyükşehir Belediyesi Ankara Spor Kulübü, che ne ha vinti sette.

## Squadra femminile
La squadra femminile del Polis Akademisi ve Koleji ha vinto il primo titolo femminile, assegnato nel 2006-2007.